# Illawong, New South Wales

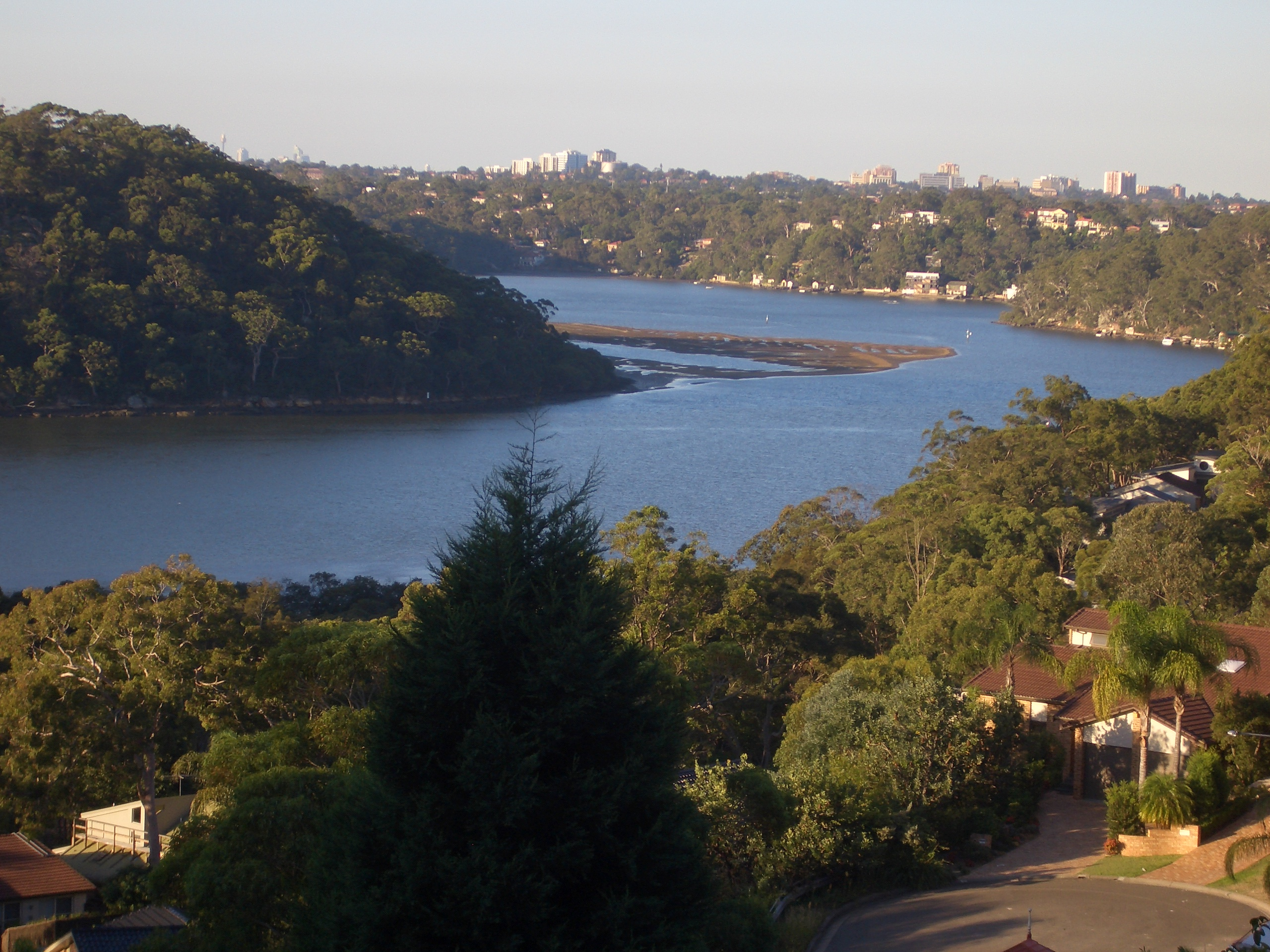
Illawong, Sydney

Illawong este o suburbie în Sydney, Australia.